# Reste der Warschauer Ghettomauer

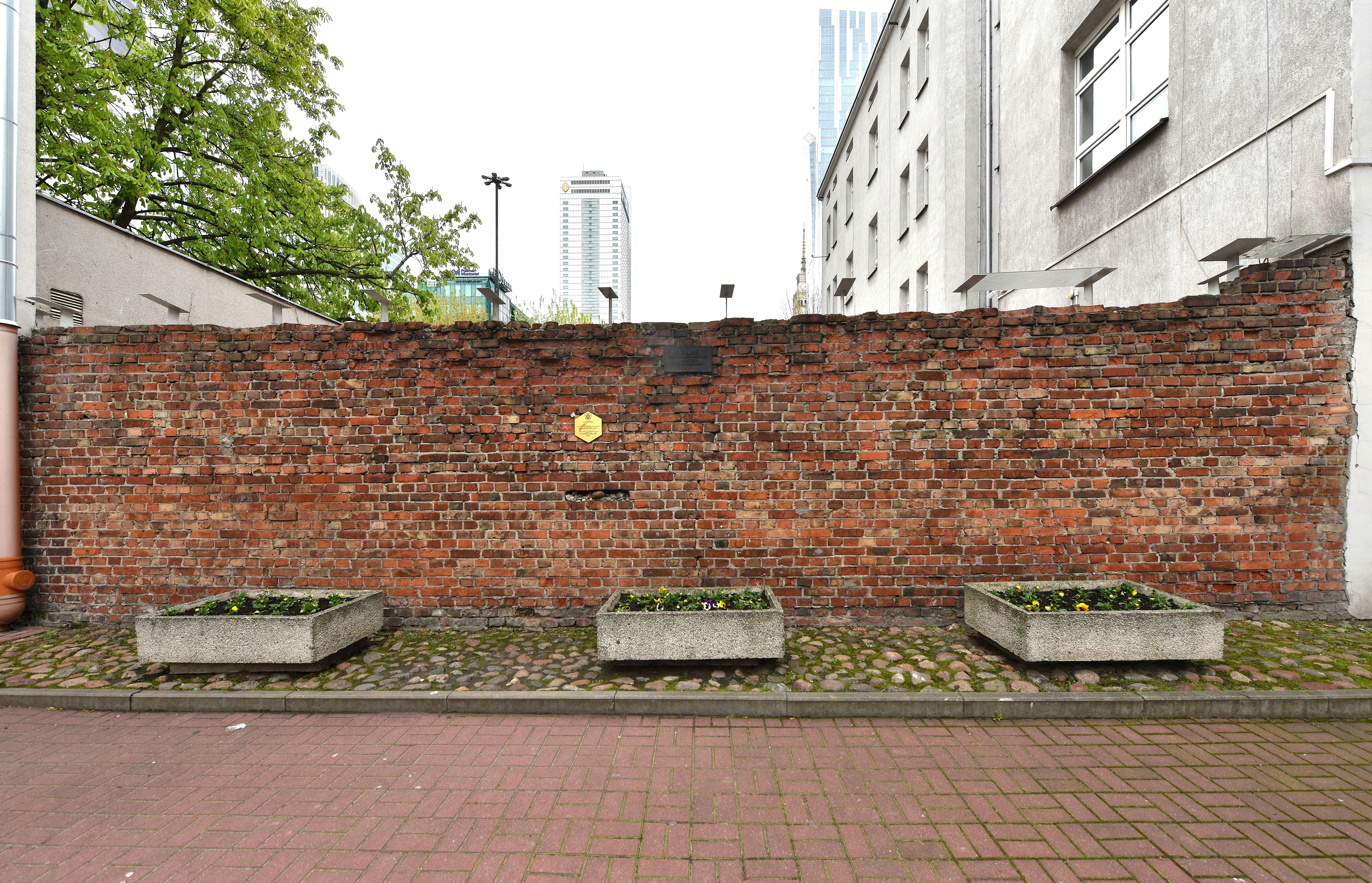
Mauerreste in der Ulica Sienna 55

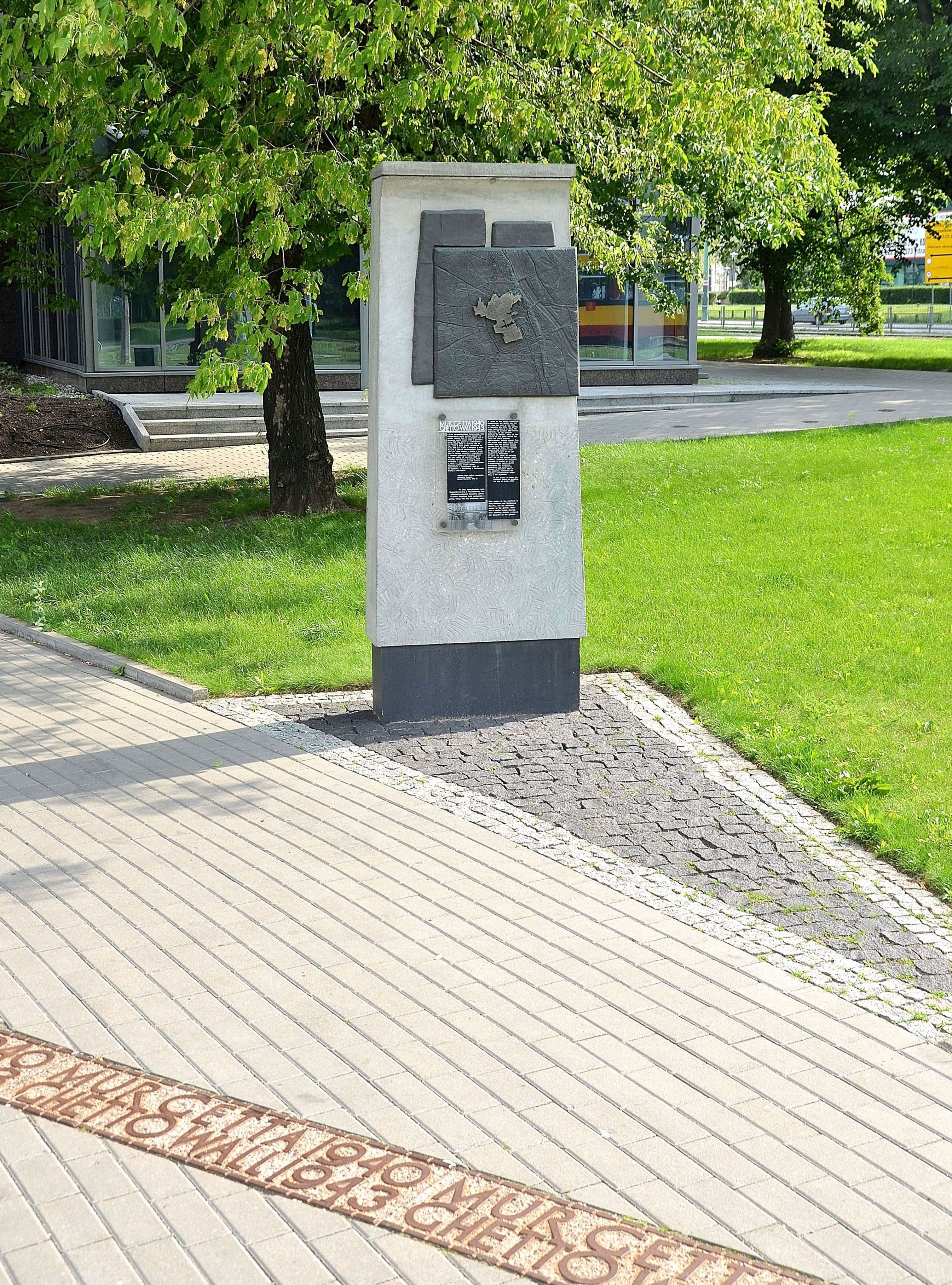
Eine der 22 Erinnerungsmarkierungen

Die heute noch vorhandenen Reste der Warschauer Ghettomauer beinhalten Fragmente der insgesamt rund 18 Kilometer langen und 3 Meter hohen Mauern (teilweise auch integrierte Hauswände), die ab dem 15. November 1940 das jüdische Warschauer Ghetto von dem „arischen“ Teil der Stadt trennten. Nach der Niederschlagung des Ghettoaufstandes im Mai 1943 zerstörten die deutschen Besatzer systematisch die zu diesem Zeitpunkt noch bestehenden Überreste des ehemaligen jüdischen Wohnbezirks. Bis zum Ende des Krieges und im Rahmen der Aufräum- und Neubauarbeiten in Warschau in der Nachkriegszeit verschwanden bis auf wenige Reste die Teile der ehemaligen Ghettomauer.
Die drei bekanntesten erhaltenen Fragmente gehörten zum sogenannten „kleinen Ghetto“ und befinden sich in den Innenhöfen von Gebäuden in der Ulica Sienna 55 ⊙, Ulica Złota 62 ⊙ sowie der Ulica Waliców 11 (Teil einer Gebäudemauer der ehemaligen Herman Jung-Brauerei) ⊙. Weitere Reste befinden sich an den Adressen Ulica Chłodna 41, Ulica Krochmalna 4/28, Ulica Ogrodowa 55, Ulica Okopowa 78, Ulica Stawki 10 sowie der Ecke Ulica Świętojerska/Ulica Nowiniarska.
Auch am Jüdischen Friedhof an der Okopowa-Straße und beim Gebäude des Warschauer Bezirksgerichtes (poln.: Sąd Okręgowy w Warszawie) an der früheren Ulica Leszno (heute: Aleja Solidarności 127) finden sich Überreste der Mauer. An den  denkmalgeschützten Mauerfragmenten wurden verschiedenartige Gedenktafeln befestigt. 

## Erinnerungsmarkierungen
Von 2008 bis 2010 wurden auf Initiative des Jüdischen Historischen Instituts Warschaus und der städtischen Denkmalschutzbehörde an 22 Stellen Erinnerungsmarkierungen (poln.: Pomniki granic getta) zu den früheren Ghettogrenzen gesetzt. Die Markierungen wurden von Eleonora Bergman, Tomasz Lec, Ewa Pustoła-Kozłowska und Jan Jagielski erstellt und erhalten je drei Elemente: eine zumeist in einem Betonpfeiler eingelassene Bronzeplakette mit Ghettoaufriss (60 × 70 cm) und Acrylglas-Informations-Tafel (36 × 50 cm) sowie einen 25 cm breiten Betonstreifen, der die aus Metallbuchstaben bestehende, durchlaufende Inschrift MUR GETTA 1940/GHETTO WALL 1943 enthält, und über mehrere Meter dem ursprünglichen Verlauf der Ghettomauer folgt.